# 정신나간 유령
《정신나간 유령》(The Foolish Ghost)은 한국에서 제작된 왕룡 감독의 1992년 가족, 코미디 영화이다. 김정식 등이 주연으로 출연하였고 안현동 등이 제작에 참여하였다.
한편, 김정식이 분한 달달구 역은 원래 이창훈이 거론됐으나 불미스러운 일 때문에  좌절됐으며 이 과정에서 배역명도 '맹달구' 대신 '달달구'로 변경됐다.
아울러, 앞서 본 것처럼 주인공 물망에 올랐으나 불미스러운 일로 인해  제외된 이창훈은 KBS 2TV 《한바탕 웃음으로》 봉숭아 학당 코너에서 맹구(이창훈 분)가  사고 때문에 장기 결석한 것으로 처리돼 한동안 봉숭아 학당에 나오지 않는 등  TV 출연을 자제했으며 자숙 기간 동안 사건 전에 계약한 어린이용 비디오영화의 마무리 촬영에만 전념했는데 해당 영화 주인공 물망에 올랐으나 앞서 언급한 본인의 불미스러운 일 탓인지 무산됐다.
난항 끝에 이창훈은 1992년 9월 14일 봉숭아 학당에 돌아왔으며 같은 해 연말 KBS 코미디 대상을 받았으나 본인이 운영한 술집의 불법영업으로 지탄을 받아  시청자들로부터 원성을 사야 했다.

## 출연

### 주연
- 김정식 : 달달구
- 서현선 : 유희(1편)
- 유선애 : 유희(2~3편)
- 조정현 : 양봉창

### 조연
- 김예령 : 모란
- 이계영
- 남윤정
- 김미영
- 연운경
- 김수겸

## 제작진
- 제작부: 허강식
- 촬영부: 이준규
- 촬영부: 차대근
- 촬영부: 이정원
- 촬영부: 오재익
- 조명: 이민부
- 조명부: 이민부
- 조명부: 박우창
- 조명부: 이인규
- 조명부: 이희각
- 조명부: 김지성
- 스크립터: 진정원
- 조감독: 이은영
- 미술팀: 황봉익
- 소품: 허표영
- 소품: 이재웅
- 특수효과: 김득용
- 특수효과: 윤철중
- 미용: 최정례
- 분장: 임동윤
- 의상: 한범석
- 무술감독: 박춘길